# Rádio Brasil Central
A Rádio Brasil Central, ou simplesmente RBC, é uma emissora de rádio brasileira da cidade de Goiânia, no estado de Goiás. Ela opera na frequência de 1270 kHz AM, 11815 kHz (OC) e 4985 kHz (OT), podendo, por meio dessas duas últimas frequências, um longo alcance, chegando a todo o território nacional, o que deu a ela um reconhecimento em todo o país.
Tem uma programação diversificada, com destaque para a música sertaneja, o jornalismo e os esportes (a equipe esportiva da rádio é conhecida como Escrete de Ouro). É uma emissora pertencente ao Governo do Estado de Goiás.

## História
A Rádio Brasil Central foi fundada por Coimbra Bueno em 3 de março de 1950, ela surgiu como “Rádio Jornal Brasil Central S/A”. Seu principal objetivo era lutar pela transferência da Capital Federal, na época o Rio de Janeiro, para o centro do país. Seu slogan era “Rádio Brasil Central, Fundação Coimbra Bueno. Pela mudança da Capital Federal para o Planalto Central”. Jerônymo Coimbra Bueno foi um engenheiro e político goiano comprometido com a causa da transferência da capital. Como engenheiro, Coimbra Bueno dirigiu a construtora responsável pelas obras de Goiânia. Durante a campanha mudancista, muitos políticos e intelectuais goianos, como o Prof. Zoroastro Artiaga escreviam cartas e artigos assinados para serem lidos nos programas da emissora.
Em 1962, a ainda chamada “Rádio Jornal Brasil Central S/A” foi adquirida pelo Governo Estadual, passando a ser uma das empresas do Consórcio de Empresas de Radiodifusão e Notícias do Estado de Goiás (CERNE) que também possuía a Imprensa Oficial de Goiás. Nesse ano a rádio mudou de nome, passando a ser somente Rádio Brasil Central. Até então, a Rádio Brasil Central operava em Ondas Curtas (OC), Ondas Tropicais (OT) e Ondas Médias (OM).
A Rádio Brasil Central tem uma equipe de jornalismo que é das mais respeitadas de Goiás, mantendo no ar um dos noticiosos mais antigos do estado, o “Mundo em sua casa”, que traz para o ouvinte noticias significantes todos os dias, há mais de 40 anos. Com uma equipe tradicional na transmissão de eventos esportivos, o Escrete de Ouro, que a mais de 30 anos, acompanha o esporte goiano brasileiro, a Brasil Central transmitiu copas – como a de 1990 na Itália e campeonatos de outras modalidades. Também foi primeira rádio goiana a transmitir diretamente do exterior um evento: o Campeonato Mundial Masculino de Basquete em 1974, na Cidade do México.

## Equipe Esportiva (Escrete de Ouro)
Em 30 de dezembro de 2016, foi anunciado o fim da Equipe Esportiva da Rádio Brasil Central. A programação será substituida por conteúdo musical, mas terá comentários a cada 20 minutos de Jair Cardoso e Cid Ramos (que comentará também no Jornal Brasil Central, da TV Brasil Central).